# Авеню Фридланд

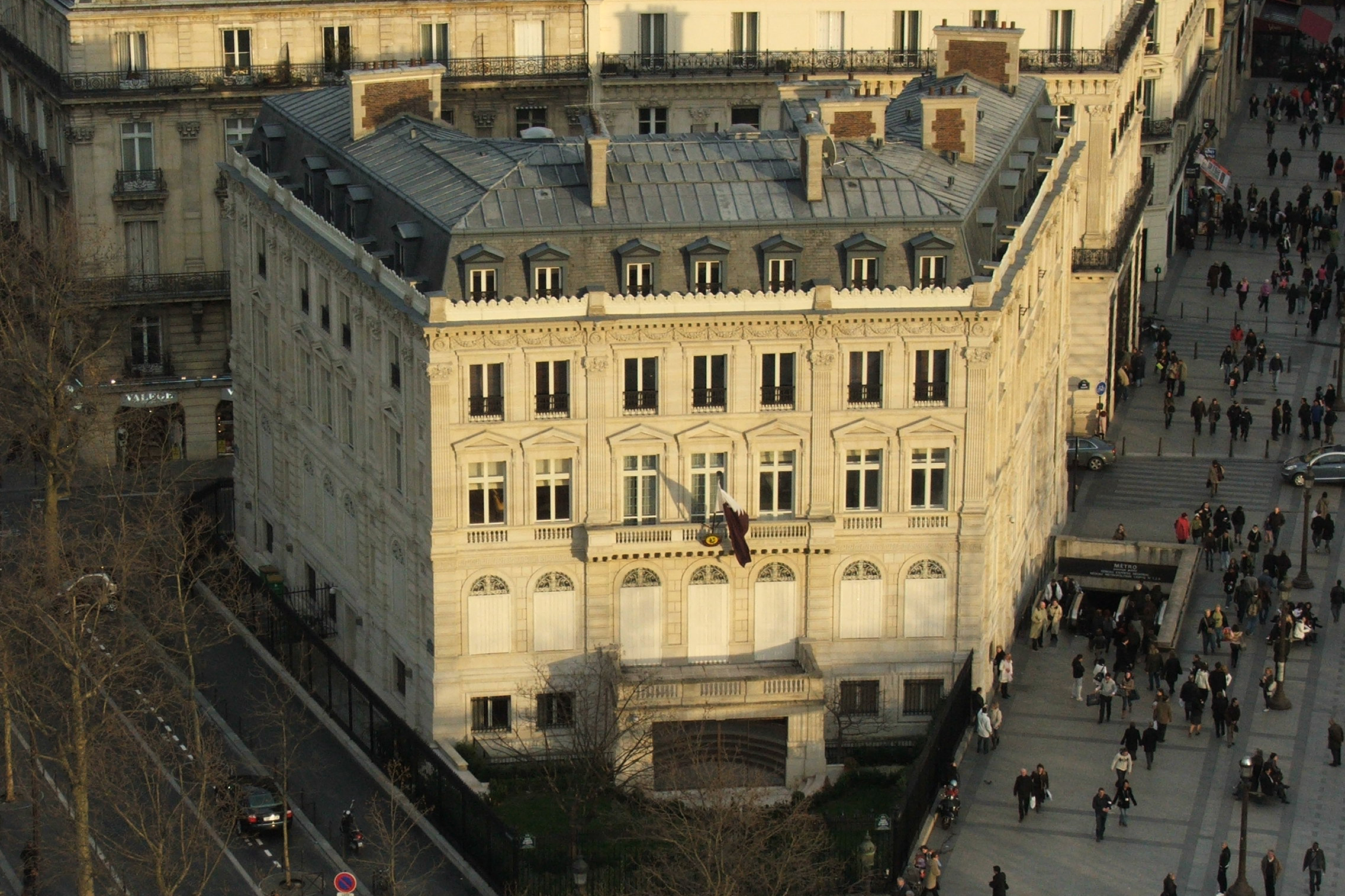
Посольство Катара на площади Звезды. Слева от здания — авеню Фридланд, справа — Елисейские Поля

Авеню Фридланд (фр. Avenue de Friedland) — бульвар в центре Парижа в непосредственной близости от Елисейских Полей.

## Месторасположение
Находится в VIII округе Парижа, ближайшая станция метро — Шарль де Голль — Этуаль.
Начинается от улицы Фобур Сент-Оноре (дом 177), заканчивается на площади Шарля де Голля. Длина проспекта — 630 метров, ширина — 40 метров.

## История
Отрезок бульвара между площадью Этуаль и улицей Тильзит (Tilsitt) был открыт в 1854 году и был назван бульваром Божон (фр. Boulevard Beaujon). В 1857 году было закончено строительство участка между улицами Тильзит и Фобур Сент-Оноре.
2 марта 1864 года бульвару было присвоено его нынешнее имя в память о победе, одержанной армией Наполеона I над русской армией в битве под Фридландом, произошедшей 14 июня 1807 года под одноимённым городом в Восточной Пруссии (ныне город Правдинск).